# Operación Orión (película)
Operación Orión es una película venezolana de 2018 dirigida por Rubén Hernández Remón.

## Trama
La película narra la historia de una pareja de enamorados que se ve envuelta en un complot para asesinar al presidente Hugo Chávez.

## Recepción
En 2020 la película obtuvo el premio en la categoría de «Mejor Fotografía» en el Festival de Cine Marina Del Rey. En 2021 fue finalista a «Mejor Largometraj» en el «Madrid Film Awards», fue nominada a «Mejor Película» en el Festival de Cine Internacional de Hyderabad, y fue parte de la selección oficial del «Festiflix 2021» del Festival de Cine de Nueva York. La película ha sido emitida en medios públicos venezolanos.
En marzo de 2025, la Casa de América de Madrid suspendió un ciclo programado donde se iba a proyectar la película, junto con el documental «La batalla de los puentes». Comités de familiares de presos políticos, asociaciones de migrantes y activistas habían exigido la retirada de la programación. Organizaciones venezolanas como el Comité de Familiares y Amigos por la Libertad de los Presos Políticos (CLIPPVE) y la Plataforma Ayuda Venezuela pidieron la reconsideración del evento. José Antonio Vega, coordinador del Comando Con Venezuela España, declaró que el ciclo no tenía un fin cultural, sino que buscaba «blanquear la imagen» del régimen de Nicolás Maduro. La Comunidad y el Ayuntamiento de Madrid había criticado la programación y pidió que no se proyectasen los dos largometrajes, describiendo que «enaltecen una dictadura», que son «propaganda», y sosteniendo que la proyección iba contra de los fines con los que se fundó la organización.